# Saga dels Groenlandesos
La Saga dels Groenlandesos o la Grœnlendinga saga és una saga nòrdica d'Islàndia. Juntament amb la Saga d'Eric el Roig, és una de les dues fonts literàries principals de l'exploració nòrdica d'Amèrica. Relata la colonització de Groenlàndia per part d'Eric el Roig i els seus homes. Descriu també posteriors expedicions cap a l'oest dirigides pels seus fills i Thorfinn Karlsefni.
La saga es preserva en el manuscrit Flateyjarbók del segle xiv, i es creu que va ser escrit en el segle xiii, mentre que els fets que relata van tenir lloc al voltant dels anys 970 i 1030. Hi ha parts de la història que són una mica extravagants i imaginatives, però es creu que té un cert grau de veracitat històrica.

## Argument

### Colonització de Groenlàndia
Eric el Roig emigra de Noruega a Islàndia amb el seu pare, Thorvald Asvaldsson, per evitar càrrecs d'assassinat. Eric es casa amb Thjodhild a Islàndia. De nou es troba involucrat en una disputa i se situa fora de la llei. És llavors quan decideix trobar la terra descoberta per Gunnbjorn quan s'havia perdut durant un viatge per l'oest.
Eric surt d'Islàndia des d'un lloc proper a Snæfellsjökull. Arriba a la costa glacial de Groenlàndia i navega cap al sud buscant zones habitables. Després de dos anys d'exploració, torna a Islàndia i explica els seus descobriments. Eric el Roig li dona el nom a Groenlàndia amb l'esperança d'atreure-hi els colons.
Durant l'hivern des d'Islàndia, Eric torna a fer-se a la mar amb la intenció de colonitzar Groenlàndia. La seva expedició porta 30 naus, però només 14 arriben al seu destí. Eric funda una colònia a Brattahlíð, al sud-oest de l'illa, on es va convertir en un líder respectat. Eric i Thjodhild van tenir tres fills Leif, Thorvald i Thorstein i una filla Freydis.

Descripció gràfica de les diferents rutes de navegació cap a Groenlàndia, Vinland (Terranova), Helluland (illa de Baffin) i Markland (Labrador) que van utilitzar els diferents personatges de les sagues d'Islàndia, especialment els de la Saga d'Eric el Roig i la Saga dels groenlandesos.

### El viatge de Bjarni
Un home anomenat Bjarni Herjolfsson té el costum de passar hiverns alternatius a Noruega ia Islàndia amb el seu pare. Quan arriba un estiu a Islàndia, troba que el seu pare ha emigrat a Groenlàndia. Es decideix seguir-lo fins allà, tot i que s'adona que és una idea perillosa perquè ni ell ni cap dels seus tripulants ha estat a les aigües de Groenlàndia.
Després de navegar durant tres dies des d'Islàndia, Bjarni es troba amb un clima desfavorable, amb vents del nord i una boira que li fan perdre el rumb. Després de diversos dies de mal temps, el sol torna a brillar i Bjarni arriba a una terra boscosa. Bjarni, conscient que no és Groenlàndia, decideix no desembarcar i marxa. Bjarni troba dues terres més, però cap d'elles coincideix amb les descripcions que havia sentit sobre Groenlàndia, de manera que no desembarca malgrat la curiositat que li manifesten els seus mariners. Finalment, el vaixell arriba al seu destí i Bjarni s'instal·la a Herjolfsnes.
La descripció del viatge de Bjarni és exclusiva de la saga de Groenlàndia. La Saga d'Eríc el Roig no l'esmenta res de tot això, i li atorga a Leif el mèrit dels descobriments.

### L'expedició de Leif
Leif Eriksson s'interessa pels descobriments de Bjarni i, aquest, li compra un vaixell. Bjarni contracta a una tripulació de 35 persones i demana a Eric que lideri una expedició a l'oest. Eric es mostra reticent i diu que és massa vell, però finalment es deixa convèncer. Mentre camina cap al vaixell, el seu cavall ensopega i Eric cau a terra i es fa mal al peu. Considerant això un mal pressagi, diu: "No s'ordena que descobreixi més països que allò que ara habitem". El seu fill Leif, doncs, serà qui liderarà finalment l'expedició.
Des de Brattahlid, Leif i la seva tripulació troben les mateixes terres que Bjarni havia descobert abans, però en ordre invers. Primer arriben a una terra gelada. Hi desembarquen i troben que no interessa gaire. Leif anomena el país Helluland que significa "terra de lloses de pedra". Naveguen més i troben una terra boscosa amb costes blanques; Leif l'anomena Markland, que significa "terra de fusta". I torna a fer-se a la mar.
Llavors, Leif navega durant dos dies amb vent de nord-est i arriba a una terra nova que sembla acollidora. Decideixen quedar-s'hi a passar l'hivern.
| «                      | La naturalesa del país era, com creien, tan bona que el bestiar no requeriria alimentació domèstica a l'hivern, ja que a l'hivern no hi havia gelades, i no s'hi feia malbé l'herba. El dia i la nit eren més iguals que a Groenlàndia o Islàndia. | » |
| — Beamish (1864) p. 64 | |   |

Quan Leif i la seva tripulació exploren la terra, hi descobreixen raïm. Hi ha hagut moltes especulacions sobre els raïms de Vinlàndia. Sembla poc probable que els nòrdics haguessin viatjat prou al sud d'aquella nova terra com per a trobar raïm silvestre en grans quantitats. D'altra banda, fins i tot Adam de Bremen, que escriu al segle xi, parla del raïm a Vinlàndia, de manera que si la idea del raïm és una fantasia, és molt primerenca. Els nòrdics probablement no estaven familiaritzats amb el raïm: Malgrat en un moment determinat la saga parli de "tallar les vinyes", és possible que confonguin el raïm amb algun altre tipus de fruita, potser de grosella. Tanmateix Leif li dona el nom de Vinland al nou territori, cosa que és de per si prou significativa.
A la primavera l'expedició torna a Groenlàndia amb un vaixell carregat de fusta i raïm. Durant el viatge de tornada a casa rescaten un grup de nòrdics que havien naufragat. Després de tot això, a Leif el comencen a anomenar Leif l'Afortunat.

### L'expedició de Thorvald
El viatge de Leif es discuteix profundament a Brattahlid. Thorvald, el germà de Leif, pensa que Vinlàndia no havia estat prou ben explorada. Leif li ofereix el seu vaixell per a un nou viatge cap allà i ell accepta. Navegant amb una tripulació de 30 homes, Thorvald arriba a Vinlàndia, allí on Leif havia alçat el campament. S'hi queden durant l'hivern i sobreviuen pescant.
A la primavera, Thorvald explora i navega cap a l'oest. No troben signes de presència humana, tret d'un cobert de blat de moro. Aquesta exploració s'acaba amb l'hivern, que l'aprofiten per tornar al seu campament. L'estiu següent, l'expedició explora cap a l'est i al nord del seu campament. En un moment determinat, els exploradors desembarquen en una agradable zona boscosa:
| «                 | [Thorvald] va dir: "Aquest lloc és bonic, i m'hi agradaria aixecar la meva residència". Després van anar al vaixell i van veure a la sorra a l'interior del promontori tres elevacions, i van arribar allà i van veure allà tres barques de pell (canoes) i tres homes per sota de cadascun. Després van dividir a la seva gent i els van agafar a tots, excepte a un, que va sortir amb la seva barca. Van matar als altres vuit, i després van tornar a la capa i van mirar al seu voltant i van veure algunes altures a l'interior del foc, i van suposar que aquestes eren habitatges. | » |
| — Beamish (1864). | |   |

Els nadius, anomenats skraelings pels nòrdics, tornen amb una força més gran i ataquen a Thorvald i els seus homes. Els Skraelings els disparen durant un temps i després es retiren. Thorvald rep una ferida fatal i l'enterren a Vinlàndia. La seva tripulació torna a Groenlàndia.

### L'expedició de Thorstein
Thorstein Eriksson decideix anar a Vinlàndia a pel cos del seu germà. Thorstein navega amb una tripulació de 25 persones i la seva dona Gudrid. L'expedició no arriba mai a Vinlàndia i, després de navegar durant tot l'estiu, el vaixell acaba a les costes de Groenlàndia. Durant l'hivern, Thorstein cau malalt i mor. Però pot parlar des de la mort per preveure que Gudrid, la seva dona, es casarà amb un islandès i tindrà una llarga línia de descendència "prometedors, brillants i bons, dolços i ben perfumats". Thorstein també prediu que ella abandonarà Groenlàndia per anar a Noruega i des d'allí tornarà a Islàndia. No obstant això, viurà tant de temps que sobrevirà al seu marit. Una cop mori el seu segon marit, Thorstein també preveu que tornarà a viatjar a l'estranger en un pelegrinatge i després tornarà a la seva granja a Islàndia. Quan torni, es construirà una església; Gudrid romandrà fins a la seva mort, seguint una vida religiosa.

### L'expedició de Karlsefni
Un vaixell arriba a Groenlàndia des de Noruega comandat per Thorfinn Karlsefni, un home amb recursos. Durant l'hivern es queda amb Leif Erikkson, s'enamora de Gudrid i es casen abans que s'acabi aquell hivern. Gudrid i altres persones animen a Karlsefni a dirigir una expedició a Vinlàndia. Accepta finalment d'anar-hi i contracta una tripulació de 60 homes i 5 dones. L'expedició arriba al vell campament de Leif i Thorvald i s'hi instal·la durant l'hivern en bones condicions.
L'estiu següent, un grup de Skraelings els visita, portant pells per al comerç. Els skraelings volen armes a canvi, però Karlsefni prohibeix als seus homes comerciar amb armes. En el seu lloc, ofereix productes lactis als Skraelings i el comerç acaba tenint èxit.
Quan s'acosta el segon hivern de l'expedició groenlandesa en aquelles terres, els skraelings tornen per a comerciar. Aquesta vegada, però, un dels homes de Karlsefni mata a un skraeling quan arriba a les armes nòrdiques i els indígenes fugen. Karlsefni tem represàlies dels nadius i forma un pla per a presentar batalla. Quan els skraelings tornen de nou, els nòrdics aconsegueixen combatre'ls. Karlsefni es queda allà durant la resta d'aquell l'hivern i torna a Groenlàndia la següent primavera. Durant la seva estada a Vinlàndia, Karlsefni i Gudrid van tenir un fill, Snorri.

### Expedició de Freydis
Freydis, filla d'Eric el Roig, proposa un viatge als germans Helgi i Finnbogi per viatjar junts a Vinlàndia i compartir els possibles beneficis a parts iguals. Els germans accepten la proposta i Freydis es dirigeix al seu germà Leif perquè vol la casa que ell havia construït a Vinlàndia. Leif li diu que pot agafar-la prestada, però que no li dona.
L'acord entre Freydis i Helgi i Finnbogi és que cadascun d'ells no pot tenir més de 30 homes a bord, dones a part. Aquest acord es fa per assegurar que cap dels dos grups tingui un avantatge injust sobre l'altre, però Freydis acaba enportar-se'n 5 d'addicionals.
Els germans arriben a Vinlàndia lleugerament abans que Freydis i descarreguen les seves pertinences a la casa de Leif. Quan Freydis se n'adona, els fa treure immediatament les seves coses i els germans construeixen la seva pròpia casa. Després d'un hivern amb petites disputes, Freydis surt d'hora un matí per anar a parlar amb els germans. Finnbogi és l'únic que està despert i surt a escoltar el que Freydis li ha de dir.
Finnbogi explica l'aversió que sent pels mals sentiments existents entre ambdues parts i li mostra el seu desig de netejar l'aire amb ella. Freydis hi està d'acord i li ofereix un pacte: Els germans volien quedar-se a Vinland, però Freydis estava llesta per tornar a casa, així doncs els ofereix d'intercanviar els vaixells, ja que els germans en tenen un de millor, per a poder dur la seva gent de tornada i la meitat dels seus guanys. Finnbogi accepta i se separen.
Una vegada que Freydis torna a casa, els seus peus freds i mullats desperten el seu marit, Thorvard. Li pregunta on ha estat i explica una història molt diferent dels esdeveniments reals. Diu que s'ha ofert per a comprar el vaixell del germà, però que s'havien enfadat i l'havien colpejada. Freydis continua manipulant al seu marit fins que aquest promet venjar-la. Si no ho hagués fet, l'amenaçava amb el divorci.
Thorvard agafa els seus homes i lliga a tots els homes de l'altre campament en un atac sorpresa quan encara dormien. Freydis mata a cada home que pertanyia a la tripulació de Finnbogi i Helgi. Aviat només queden vives les 5 dones que cap home gosa assassinar. En canvi Freydis diu: "Dona'm una destral" i mata ràpidament aquelles dones, i es mostra molt satisfeta amb el bon funcionament del seu matí i avisa a tots els implicats que qualsevol que parli del que havia passat el mataria.
Freydis torna a la granja segura que la seva tripulació estava ben recompensada pel viatge a Vinlàndia, cosa que assegurava mantenir-los callats sobre els seus darders actes de covardia. Tanmateix, Leif acaba assabentant-se del que havia passat i es posa furiós. I prediu que "els seus descendents no anirien bé en aquest món".

### Final de la saga
Karlsefni obté un bon benefici dels seus viatges a l'oest. Més tard s'estableix a Islàndia amb la seva esposa i el seu fill i els seus descendents esdevenen alguns dels primers bisbes islandesos. La saga acaba amb el que sembla un intent d'establir la seva credibilitat:
| «         | Karlsefni ha relatat amb precisió els homes i els seus successos en tots aquests viatges, dels quals se'n recita aquí alguna cosa | » |
| — Beamish | |   |

### Llibres
- Beamish, North Ludlow. The discovery of America by the Northmen, in the tenth century (en anglès).  Londres: T. & W. Boone., 1841.
- Gunnar, Karlsson. Iceland's 1100 Years: History of a Marginal Society (en anglès).  Londres: Hurst, 2000. ISBN 1-85065-420-4.
- Halldórsson, Ólafur. Grænland í miðaldaritum.  Reykjavík:: Sögufélag, 1978.
- Magnus Magnusson, Hermann Pálsson. The Vinland Sagas (en anglès).  Penguin Books, 1965 i 2004. ISBN 0-14-044154-9.
- Örnólfur, Thorsson. The Sagas of Icelanders (en anglès).  Penguin Books, 2001. ISBN 0-14-100003-1.
- Reeves, Arthur M. «The Wineland History of the Flatey Book». A: The Finding of Wineland the Good: The History of the Icelandic Discovery of America (en anglès).  Oxford University Press, 1895.
- Reeves; Beamish; Anderson. Norse Discovery of America (en anglès).  Nova York: Norrœna Society., 1906.

### Articles
- Kunz, Keneva «The Sagas of Icelanders: A Selection.» (en anglès). The Saga of the Greenlanders. Penguin [Londres], 2001.
- Sveinsson, Einar Ólafur; Þórðarson, Matthías «Eyrbyggja saga, Grœnlendinga sǫgur.» (en islandès). Íslenzk fornrit, IV, 1935.
- Storm, Gustav «Eiríks saga rauða og Flatøbogens Grænlendingaþáttr: samt uddrag fra Ólafssaga Tryggvasonar». S. L. Møllers bogtr, 1891. OCLC: 64689433..